# Cattedrale di San Sebastiano (Magdeburgo)
La cattedrale di San Sebastiano (in tedesco: Kathedrale St. Sebastian) è la cattedrale cattolica di Magdeburgo, in Germania, ed è la sede della diocesi di Magdeburgo.

## Storia
La prima pietra fu posta 1015 da monsignor Gero di Magdeburgo, che è stato sepolto nella chiesa nel 1023. Nella prima metà del XIV secolo la chiesa è stata ricostruita in stile gotico. Il vecchio coro è stato demolito e sostituito da uno nuovo, più grande. All'inizio del XV secolo la navata è stata ristrutturata, con l'obiettivo di realizzare un ambiente tardo-gotico. Solo il piano terra romanico è stato mantenuto. Il 17 maggio 1489, dopo il completamento della ristrutturazione, la chiesa fu inaugurata da monsignor Ernesto di Sassonia.
Durante la Riforma i canonici di San Sebastiano nel 1558 rinunciarono alla fede cattolica e San Sebastiano divenne chiesa protestante. Durante la Guerra dei Trent'anni, il 10 maggio 1631, la chiesa fu bruciata. Nel 1663 il coro è stato ricostruito. Nel 1692, 61 anni dopo la distruzione, si è tenuto il primo servizio.
Dal 1756 prima, e poi non si sono tenuti servizi e la chiesa è stata utilizzata come magazzino. Con l'occupazione francese nel 1810 l'edificio fu utilizzato dall'esercito francese come fucina per lo stoccaggio di birra, grappa e sale. A partire dal 1823 la chiesa divenne di proprietà della città di Magdeburgo e fu utilizzata come magazzino di lana.
Nel 1873 San Sebastiano tornò ad essere chiesa parrocchiale della chiesa cattolica romana. Nella seconda guerra mondiale la chiesa fu danneggiata in un raid aereo. Già nel 1946 i danni alla navata erano stati rimossi. Nei primi anni del dopoguerra la chiesa venne utilizzata anche da altre confessioni, in quanto molte altre chiese del centro della città erano state gravemente danneggiate.
Dal 1949 San Sebastian ha servito come sede del vescovo ausiliare della diocesi di Paderborn. Negli anni 1953-1959 e 1982-1991 hanno avuto luogo lavori di ristrutturazione.
Nel 1994 Magdeburgo divenne sede di una nuova diocesi cattolica e la chiesa di San Sebastiano venne elevata a cattedrale, mentre quella storica, il Duomo di Magdeburgo, rimase protestante.
Nel 2005 è stata ultimata un'ulteriore ristrutturazione della cattedrale. L'interno è stato ridisegnato, è stato aggiunto un chiostro, una nuova sacrestia e un cimitero.

## Galleria d'immagini

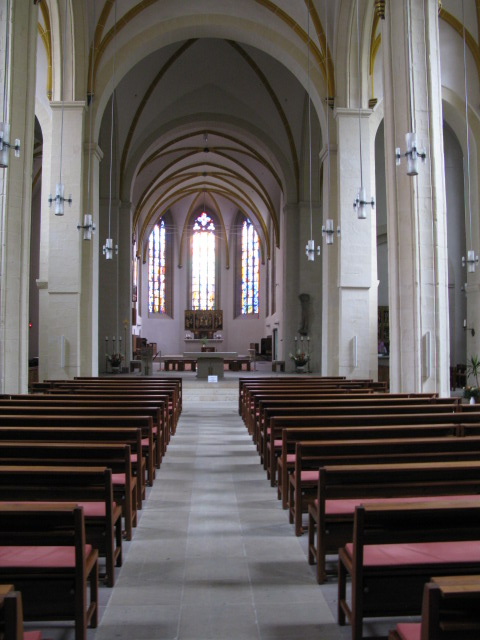
Interno
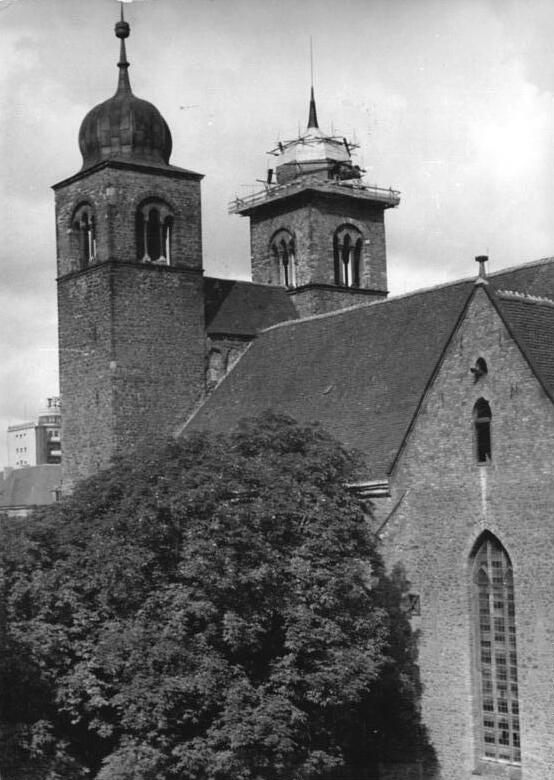
La riparazione dei campanili nel 1952
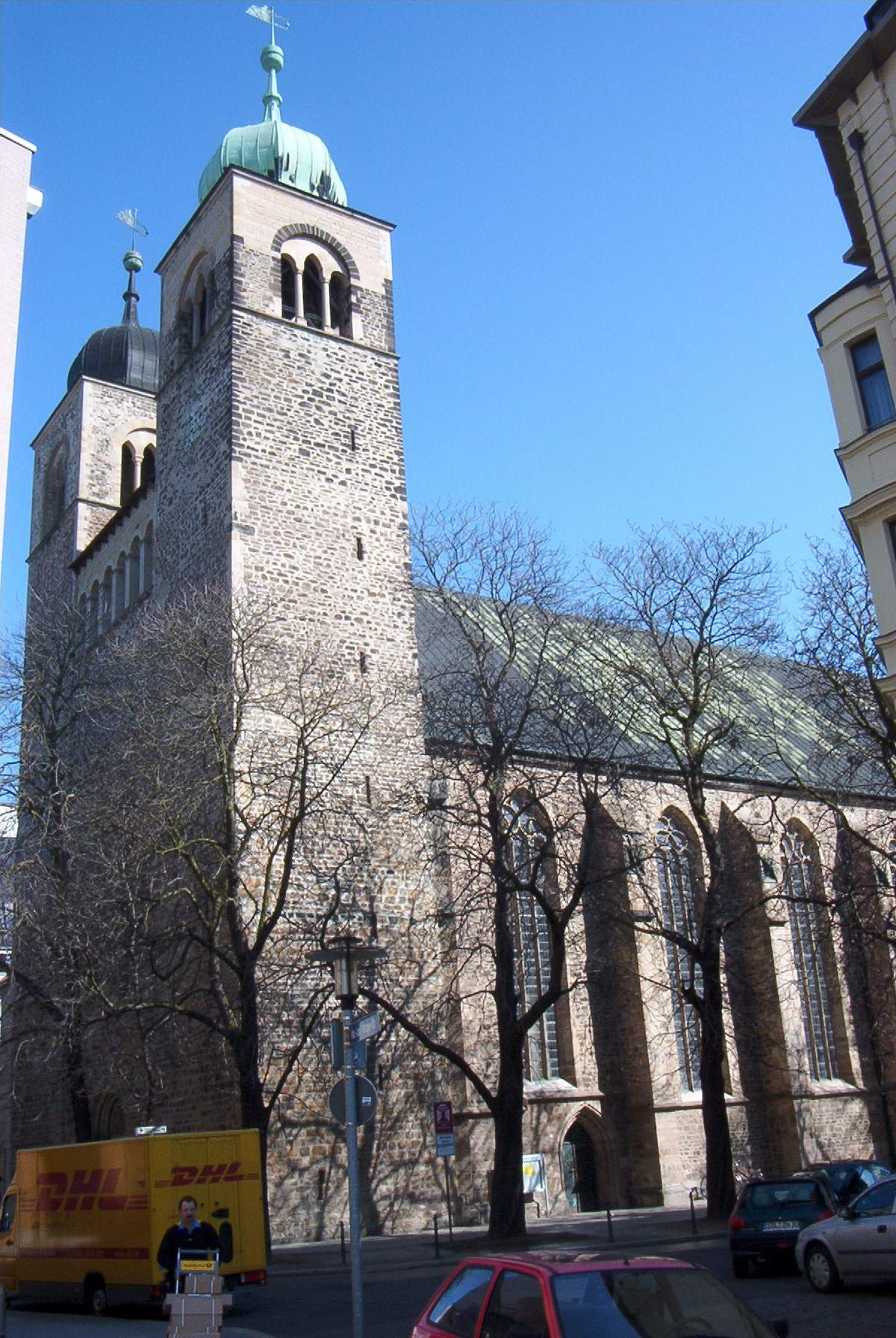
Lato ovest
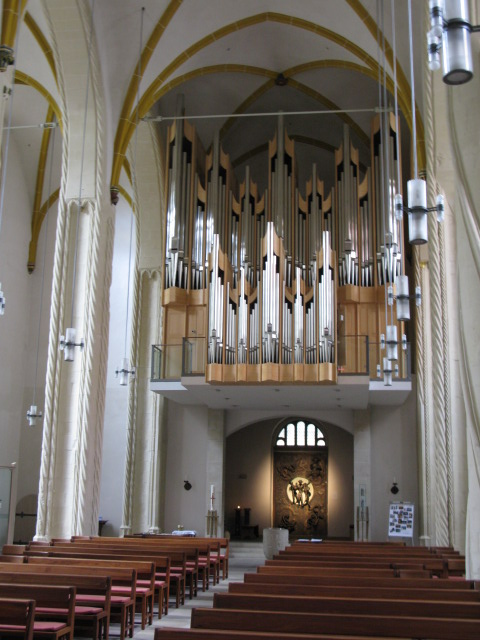
L'organo